# Isabelle de Limeuil
Isabelle de Limeuil, född 1535, död 1609, var en fransk hovfunktionär.
Hon var hovfröken till Frankrikes drottning Katarina av Medici och en av de mest berömda medlemmarna av dennas så kallade escadron volant. Hon var i egenskap av Katarinas agent älskarinna till Louis I av Bourbon 1562–1564, men förvisades från hovet sedan hon ertappats med att ha blivit gravid. Hon förvisades till ett kloster, men tilläts senare lämna det och gifte sig med den italienska bankiren Scipion Sardini. 